# Heidrun Merk
Heidrun „Heidi“ Merk, früher auch Alm-Merk, (* 28. April 1945 in Strub, Gemeinde Bischofswiesen, Bayern) ist eine deutsche SPD-Politikerin. Von 1986 bis 2007 war sie Mitglied des niedersächsischen Landtages und von 1990 bis 1996 niedersächsische Justizministerin, von 1996 bis 1998 niedersächsische Ministerin für Justiz und Europaangelegenheiten, von 1998 bis 2000 Ministerin für Frauen, Arbeit und Soziales sowie stellvertretende Ministerpräsidentin Niedersachsens. Von März 2008 bis November 2009 war sie ehrenamtliche Vorsitzende des Paritätischen Wohlfahrtsverbandes. Sie ist mit Herbert Schmalstieg, von 1972 bis 2006 Oberbürgermeister von Hannover, verheiratet.

## Beruflicher Werdegang
Heidi Merk machte 1964 das Abitur in Traunstein in Oberbayern. Sie studierte anschließend Rechtswissenschaften an der Ludwig-Maximilians-Universität in München. 1970/1971 arbeitete sie als Referendarin bei der Deutsch-Peruanischen Handelskammer in Lima. Nach dem zweiten Staatsexamen 1973 arbeitete sie als Beamtin der Stadt Hannover. Von 1978 bis 1981 war sie die Geschäftsführerin der SPD-Ratsfraktion in Hannover, von 1982 bis zur Wahl in den Landtag 1986 stellvertretende Leiterin des Jugendamtes.

## Politischer Werdegang
Heidi Merk trat 1975 in die SPD ein. Sie hatte zahlreiche Parteiämter und -funktionen inne. Derzeit ist sie Vorstandsmitglied des ASF-Bezirks Hannover und des SPD-Landesvorstandes. Seit 1986 ist sie Mitglied des niedersächsischen Landtages. Von 1990 bis 1993 war sie Mitglied der Verfassungskommission von Bund und Ländern sowie der Verfassungskommission der Länder. Von 1990 bis 2000 war sie Mitglied des Bundesrates. Sie war von 1990 bis 1996 als Nachfolgerin von Walter Remmers niedersächsische Justizministerin, von 1996 bis 1998 niedersächsische Ministerin für Justiz und Europaangelegenheiten, von 1998 bis 2000 Ministerin für Frauen, Arbeit und Soziales sowie stellvertretende Ministerpräsidentin Niedersachsens. Als Frauenministerin folgte sie auf Christina Bührmann, als Sozialministerin auf Wolf Weber, der ihr Nachfolger als Minister für Justiz und Europaangelegenheiten war. Einen direkten Vorgänger als Arbeitsministerin hatte sie nicht. Ihre Nachfolgerin als Ministerin für Frauen, Arbeit und Soziales wurde Gitta Trauernicht.
Von 1996 bis 1998 war sie zusätzlich zu ihrer Tätigkeit als Ministerin Mitglied im Ausschuss der Regionen der Europäischen Union und Vorsitzende der Europakammer des Bundesrates sowie Vizepräsidentin des NIREB.
Von 2001 bis 2002 war sie Mitglied der Enquete-Kommission des Niedersächsischen Landtages zur Parlamentsreform. Sie war Mitglied des Ausschusses für Bundes- und Europaangelegenheiten und Medien sowie Mitglied und Sprecherin der SPD-Fraktion im Petitionsausschuss. Ihr Landtagsmandat legte sie im Januar 2007 auf eigenen Wunsch hin nieder.

## Weitere Mitgliedschaften
Heidi Merk gehört unter anderem der Gewerkschaft ver.di, der Arbeiterwohlfahrt, amnesty international, dem Internationalen Verein für Menschenrechte in Kurdistan e. V., dem Verein zum Schutz misshandelter Frauen und Kinder, dem Verein der Freunde zur Förderung des Clementinenhauses und dem Kinderschutzbund an. Sie war mehrere Jahre Mitglied des Bundesvorstandes von amnesty international und ist die Vorsitzende der deutsch-spanischen Gesellschaft Niedersachsens.

## Orden und Auszeichnungen
- Großoffizierskreuz des spanischen Zivilordens
- Komtur des Ordens de Isabel la Católica
- 2007: Großes Verdienstkreuz des Niedersächsischen Verdienstordens